# Salticus mutabilis
Salticus mutabilis är en spindelart som beskrevs av Lucas 1846. Salticus mutabilis ingår i släktet Salticus och familjen hoppspindlar. Inga underarter finns listade i Catalogue of Life.